# Conde das Galveias

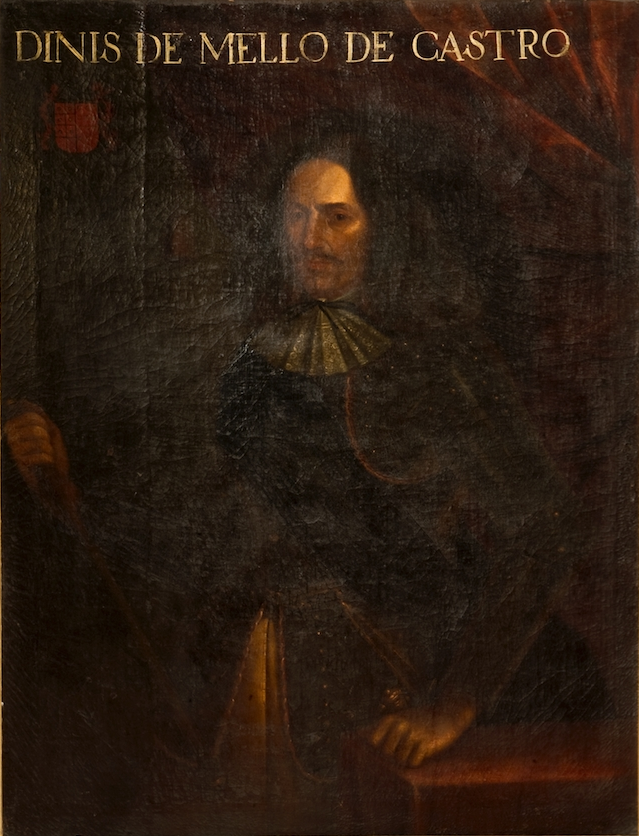
Dinis de Melo e Castro

Conde das Galveias é um título criado por Dom Pedro II de Portugal, por carta de 10 de Novembro de 1691, a favor de Diniz de Melo e Castro, 1º conde das Galveias (1624 — 1709).
Titulares
1. Dinis de Melo e Castro (1624-1709), 1.º Conde das Galveias;
2. Pedro de Melo e Castro (1660?-1738), 2.º Conde das Galveias;
3. António de Melo e Castro (1689-?), 3.º Conde das Galveias;
4. André de Melo e Castro (1668-1753), 4.º Conde das Galveias;
5. D. João de Almeida de Melo e Castro (1756-1814), 5.º Conde das Galveias;
6. D. Francisco de Almeida de Melo e Castro (1758-1819), 6.º Conde das Galveias;
7. D. António Francisco Lobo de Almeida de Melo e Castro de Saldanha e Beja (1795-1871), 7.º Conde das Galveias;
8. D. Francisco Xavier Lobo de Almeida de Melo e Castro (1824-1892), 8.º Conde das Galveias;
9. D. José de Avilez de Almeida de Melo e Castro (1872-1972), 9.º Conde das Galveias;
10. D. José Lobo de Almeida de Melo e Castro (1896-1940), 10.º Conde das Galveias.